# Ruhrstadion
El Ruhrstadion és un estadi de futbol a Bochum, Alemanya. És la seu del VfL Bochum i té una capacitat de 27.599 espectadors. Es coneixia com rewirpowerSTADION del 2006 al 2016, per motius de patrocini.

## Història
El 1911, l'Spiel und Sport Bochum va llogar un prat a un granger local com a nova llar. El club va jugar el primer partit a la nova seu contra el VfB Hamm davant de 500 espectadors. El TuS Bochum no va construir un estadi fins després de la Primera Guerra Mundial, el 1921.
L'estadi té una capacitat de 27.599 persones. La capacitat original era de més de 50.000, però es va reduir per nombroses modificacions.
L'estadi es va ampliar entre març de 1976 i juliol de 1979 i el primer partit va ser entre el VfL Bochum i l'SG Wattenscheid 09 el 21 de juliol de 1979. Aquesta expansió podria comptar tècnicament com una reconstrucció completa; legalment, és oficialment una ampliació.
David Bowie va actuar a l'estadi durant el seu Serious Moonlight Tour el 15 de juny de 1983. Herbert Grönemeyer va fer diversos concerts a l'estadi, amb les entrades exhaurides, els anys 1985, 1994, 1998, 2003, 2007, 2009, 2012, 2015 i 2019. A més, la seva cançó "Bochum" es canta abans de l'inici de tots els partits a casa del VfL Bochum, i la línia final abans del cor final de la peça té un significat especial per al club. Herbert és membre d'honor del club des del 2006.
L'estadi va acollir un partit de la UEFA Champions League entre el el CSKA Moscou i el Rangers el desembre de 1992 perquè els equips no van poder jugar a Moscou per motius meteorològics.
El 2006, es va arribar a un acord de cinc anys amb Stadtwerke Bochum per reanomenar l'estadi com a "rewirpowerSTADION". El 2016, es va arribar a un nou acord de drets de denominació amb l'associació alemanya d'habitatge Vonovia, i l'estadi va ser rebatejat com a Vonovia Ruhrstadion.
| 2 de juliol de 1922    | 0–0 | Hongria    | Amable                                              |
| 23 de setembre de 1981 | 7–1 | Finlàndia  | Classificació per a la Copa del Món de la FIFA 1982 |
| 11 de maig de 1986     | 1–1 | Iugoslàvia | Amable                                              |
| 14 d'abril de 1993     | 6–1 | Ghana      | Amable                                              |